# Переяслав-Хмельницька районна державна адміністрація
Переяслав-Хмельницька районна державна адміністрація (Переяслав-Хмельницька РДА) — колишній орган виконавчої влади ліквідованого у 2020 році Переяслав-Хмельницькому району Київської області України.
Ліквідована 16 грудня 2020 року Розпорядженням Кабінету Міністрів України  № 1635-р «Про реорганізацію та утворення районних державних адміністрацій» шляхом приєднання до Броварської РДА.

## Колишня структура апарату
- Керівництво
- Апарат райдержадміністрації
- Сектор управління персоналом
- Сектор документообігу, організаційної та інформаційної роботи
- Сектор фінансово-господарського забезпечення
- Відділ ведення Державного реєстру виборців
- Відділ освіти
- Служба у справах дітей та сім'ї
- Сектор культури, молоді та спорту
- Відділ з питань оборонної роботи, цивільного захисту, ліквідації наслідків Чорнобильської катастрофи та взаємодії з правоохоронними органами
- Архівний відділ
- Сектор з питань надання адміністративних послуг та державної реєстрації
- Відділ житлово-комунального господарства, містобудування, архітектури, інфраструктури, енергетики та захисту довкілля
- Відділ фінансів
- Управління соціального захисту населення

## Особи

### Колишні очільники
Представники Президента України:
| Прізвище, ім'я, по батькові      | Термін повноважень              |
| -------------------------------- | ------------------------------- |
| 1. Григоренко Василь Миколайович | 9 квітня 1992 — 14 квітня 1993  |
| 2. Качкалда Петро Григорович     | 14 квітня 1993 — 12 жовтня 1994 |

Голови райдержадміністрації:
| Прізвище, ім'я, по батькові       | Термін повноважень                |
| --------------------------------- | --------------------------------- |
| 1. Качкалда Петро Григорович      | 8 серпня 1995 —— 10 травня 2000   |
| 2. Бісюк Іван Юрійович            | 16 травня 2000 — 10 березня 2005  |
| 3. Дзецько Петро Васильович       | 12 березня 2005 — 5 липня 2007    |
| 4. Усик Валентина Сергіївна       | 31 серпня 2007 — 17 квітня 2010   |
| 5. Коваленко Олександр Сергійович | 17 квітня 2010 — 17 січня 2011    |
| 6. Макаров Михайло Олександрович  | 25 березня 2011 — 2 вересня 2013  |
| 7. Недяк Андрій Петрович          | 11 вересня 2013 — 24 березня 2014 |
| 8. Дубина Григорій Іванович       | 3 жовтня 2014 — 8 квітня 2016     |
| 9. Пряхін Андрій Володимирович    | 29 квітня 2016 — 20 лютого 2018   |
| 10. Клименко Юрій Васильович      | 13 квітня 2018 — 11 липня 2019    |
| 11. Дяченко Сергій Михайлович     | 25 лютого 2020 — 29 березня 2021  |